# Liste der Naturdenkmäler in Ingolstadt
Die Liste der Naturdenkmäler in Ingolstadt listet die Naturdenkmäler in der kreisfreien Stadt Ingolstadt in Bayern auf. In Ingolstadt gibt es diese nach § 28 BNatSchG geschützten Naturdenkmäler.

## Naturdenkmäler Bäume
In Ingolstadt sind diese Bäume oder Baumgruppen als Naturdenkmal verordnet:
| Bild                              | Nummer       | Bezeichnung                                                                              | Koordinaten                      | Flurstück                    | Schutzgrund, Beschreibung |
| --------------------------------- | ------------ | ---------------------------------------------------------------------------------------- | -------------------------------- | ---------------------------- | --- |
|                                   | 1, ND-00024  | Eiche (Quercus robor) am südlichen Ortsrand von Dünzlau im Feld                          | 48° 46′ 33,1″ N, 11° 19′ 29,4″ O | Dünzlau 12                   | Landschaftsbildprägende Eiche in Alleinstellung am Ortsrand, dorfbildprägend |
|                                   | 2, ND-00024  | Eiche (Quercus robor) am südlichen Ortsrand von Dünzlau Nähe Gabelholzstraße             | 48° 46′ 36,7″ N, 11° 19′ 28,9″ O | Dünzlau 12                   | Alte Eiche, die den Ortsrand von Dünzlau prägt und den dörflichen Charakter mitbestimmt |
|                                   | 3, ND-00029  | Zwei Linden (Tilia platyphyllos) an der Ostumgehung Etting                               | 48° 47′ 45,8″ N, 11° 24′ 18,3″ O | Etting 416/2                 | Die zwei Linden umrahmen ein Feldkreuz und sind mit ihrer Größe im Norden der Stadt selten |
|                                   | 4            | Hybrid-Pappel (Populus x euramericana) nördlich der TE am Retzgraben                     | 48° 47′ 54,9″ N, 11° 24′ 55,8″ O | Etting 568                   | Die Schwarzpappel ist als Auwaldrelikt im sonst strukturarmen Retzgrabental einzigartig |
|                                   | 5            | Kastanie (Aesculus hippocastanum) am östlichen Ortseingang von Gerolfing                 | 48° 45′ 25,6″ N, 11° 21′ 14,6″ O | Gerolfing 1674/1             | Die Rosskastanie prägt von der Stadt her kommend die Einfahrt von Gerolfing |
|                                   | 6            | Tausendjährige Eiche (Quercus robor) zwischen Gerolfing und Irgertsheim                  | 48° 45′ 29,5″ N, 11° 18′ 30,1″ O | Gerolfing 2874               | Als "Tausendjährige Eiche" oder "Holzmutter" ist der Baum landesweit als eine der ältesten Eichen bekannt. Etwa 400 Jahre alte Eiche, Höhe 23 m, Kronendurchmesser je nach Quelle 20 m oder 28 m. Im Juli 2015 von Sturm geschädigt. |
|                                   | 7            | Linde (Tilia cordata) in Hagau an der Kirche                                             | 48° 42′ 58,2″ N, 11° 22′ 20,8″ O | Hagau 12                     | Schönes Ensemble mit der Dorfkirche; markante Linde im Dorfkern |
|                                   | 8            | Linde (Tilia cordata) in Hagau gegenüber Gastwirtschaft Natzer                           | 48° 42′ 54,1″ N, 11° 22′ 21,6″ O | Hagau 25/5                   | Die Linde ist als Wirtshausbaum in der Dorfmitte ein mittlerweile seltenes landeskulturelles Zeugnis |
|                                   | 9            | Eiche (Quercus robor) südlich der Gerolfinger Straße und westlich der Ludl               | 48° 45′ 39,8″ N, 11° 23′ 3,6″ O  | Ingolstadt 1426              | Mächtige Eiche im Alleinstand, landschaftsbildprägend |
|                                   | 11           | Blutbuche (Fagus sylvatica 'Atropurpurea') am Kassenhäuschen der Schloss-Tiefgarage      | 48° 45′ 57,8″ N, 11° 25′ 50,6″ O | Ingolstadt 3096/283          | Seltene Blutbuche vor der Stadtmauer, die das Ortsbild prägt |
|                                   | 12           | Eiche (Quercus robur) am Bootsanlegesteg Auwaldsee                                       | 48° 45′ 12,2″ N, 11° 27′ 48,5″ O | Ingolstadt 4210/3            | Die Eiche am Ufer des Auwaldsees beeindruckt durch ihre Größe und den typischen Habitus |
|                                   | 13           | Eiche (Quercus robur) am südlichen Ende der Straße Mailinger Spitz                       | 48° 45′ 30,2″ N, 11° 27′ 31,6″ O | Ingolstadt 5057/2            | Große Eiche am durch die Autobahn unterbrochenen Grünzug |
|                                   | 14           | Zwei Eichen (Quercus robur) an der Fußgängerunterführung westlich des Auwaldsees         | 48° 45′ 20,2″ N, 11° 27′ 30,1″ O | Ingolstadt 5110/3            | Die Eichen markieren das alte Donauufer |
| Eiche am Grünzug Pommernweg       | 15           | Eiche (Quercus robur) am Grünzug Pommernweg südwestlich der Bundeswehr-Sportanlage       | 48° 45′ 32,7″ N, 11° 27′ 8,3″ O  | Ingolstadt 5111/13           | Mächtige Eiche am Rande des alten Donauverlaufs, landschaftsbildprägend |
|                                   | 16           | Eiche (Quercus robur) in den südlichen Donauauen am Buschlettenweg, Abzweig nach Samholz | 48° 44′ 1,4″ N, 11° 22′ 40,6″ O  | Ingolstadt 5299              | Beeindruckende Eiche, die den Abzweig des Verbindungswegs nach Samholz markiert |
|                                   | 17           | Eiche (Quercus robur) in den südlichen Donauauen am Buschlettenweg, Abzweig nach Hagau   | 48° 43′ 47,6″ N, 11° 21′ 57,4″ O | Ingolstadt 5299/140          | Beeindruckende Eiche, die den Abzweig des Verbindungswegs nach Hagau markiert |
|                                   | 18           | Drei Platanen (Platanus x acerifolia) am Kriegerdenkmal vor dem Reduit Tilly             | 48° 45′ 51,3″ N, 11° 25′ 50,7″ O | Ingolstadt 5356/41           | Die 3 Platanen bilden zusammen mit dem Kriegerdenkmal ein historisches Ensemble |
|                                   | 19           | Eiche (Quercus robur) auf der östlichen Fohlenweide Nähe Ludlgraben                      | 48° 45′ 28,3″ N, 11° 24′ 52,9″ O | Ingolstadt 6157              | Landschaftsbildprägende alte Eiche, die den Rand des Auwaldrestes an der Ludl markiert |
|                                   | 20           | Eiche (Quercus robur) auf der Fohlenweide westlich der MTV-Tennisplätze                  | 48° 45′ 17,9″ N, 11° 24′ 20,2″ O | Ingolstadt 6157/2            | Mächtige Eiche im Alleinstand, landschaftsbildprägend |
|                                   | 21           | Eiche (Quercus robur) am Baggersee westlich des Fischerheims                             | 48° 45′ 6,7″ N, 11° 23′ 54,9″ O  | Ingolstadt 6171              | Die Eiche ist ein Relikt des einstmaligen Auwaldes und steht an prominenter Stelle am Fischerheim |
|                                   | 22, ND-00023 | Zwei Eichen (Quercus robur) auf dem Hohenloheberg bei Irgertsheim                        | 48° 45′ 57,1″ N, 11° 18′ 14,4″ O | Irgertsheim 409              | Die zwei mächtigen Eichen an der Hangkante des Hohenlohebergs sind markante Orientierungspunkte in der Landschaft |
|                                   | 23           | Zwei Linden (Tilia spec.) an der Kirche Mühlhausen                                       | 48° 46′ 42,1″ N, 11° 18′ 21,9″ O | Mühlhausen 38/2              | Die zwei Dorflinden an der Mühlhausener Kirche sind ortsbildprägend |
|                                   | 24           | Drei Berg-Ahorn (Acer pseudoplatanus) in der Flur westlich der Autobahn                  | 48° 48′ 6,6″ N, 11° 25′ 54,1″ O  | Oberhaunstadt 595/2          | Die drei Bergahorne sind in dieser Landschaft sehr selten und prägen das Landschaftsbild |
|                                   | 25           | Zwei Eschen (Fraxinus excelsior) an der Deschinger Straße westlich der Autobahn          | 48° 47′ 17,8″ N, 11° 27′ 31,6″ O | Oberhaunstadt 1051/4         | Zwischen Ackerflur und Autobahn sind die beiden Eschen landschaftsbildprägend |
|                                   | 26           | Linde am Fußweg zur Kirche Mariä Namen                                                   | 48° 46′ 34,2″ N, 11° 17′ 3,4″ O  | Pettenhofen 48               | Die beiden Linden an der Wallfahrtskirche Pettenhofen prägen das Ortsbild und das Erscheinungsbild der Kirche |
|                                   | 27           | Linde (Tilia cordata) in Pettenhofen am Friedhofseingang                                 | 48° 46′ 34″ N, 11° 17′ 2,4″ O    | Pettenhofen 48/3             | Die beiden Linden an der Wallfahrtskirche Pettenhofen prägen das Ortsbild und das Erscheinungsbild der Kirche |
|                                   | 28           | Eiche (Quercus robur) am nordwestlichen Rand von Unsernherrn                             | 48° 43′ 50,1″ N, 11° 26′ 8,2″ O  | Unsernherrn 268/2            | Die mächtige Eiche erinnert an die einstige Auenlandschaft des Lohengürtels |
|                                   | 29           | Linde (Tilia cordata) in Winden an der Kirche                                            | 48° 42′ 5,9″ N, 11° 23′ 17,6″ O  | Winden 15                    | Zusammen mit der Kirche ein ortsbildprägendes Ensemble |
|                                   | 30           | Drei Linden (Tilia spec.) östlich der Karlskroner Straße am Ortsrand von Zuchering       | 48° 42′ 24,4″ N, 11° 24′ 20,4″ O | Zuchering 390/1              | Drei Linden, die den Ortseingang Zuchering markieren und den Ortsrand prägen |
|                                   | 31           | Eiche (Quercus robur) in den südlichen Donauauen westlich der Herrenschwaige             | 48° 43′ 43″ N, 11° 22′ 40,9″ O   | Ingolstadt 6983              | Alte Eiche mit hohem Totholzanteil als wertvoller Lebensraum für holzbewohnende Arten |
|                                   | 32           | Eiche an der Pfarrer-Warganz-Straße in Gerolfing                                         | 48° 45′ 8,7″ N, 11° 21′ 8,7″ O   | Gerolfing 1933/0             | Eiche prägt aufgrund von markanter Größe den gerolfinger Ortsrand und ist ein Relikt aus einem einst verbreitetem Eichenwaldbestand                                                                                                  |
|                                   | 33           | Eiche (Quercus robur) auf dem Schulhof "Gnadenthal"                                      | 48° 45′ 55,5″ N, 11° 25′ 18,1″ O | Ingolstadt 104               | Eiche ist ortsprägend für den Schulhof und steht für das Thema Naturschutz im Schulalltag |
|                                   | 34           | Platane (Platanus x acerifolia) im Schulhof "Auf der Schanz"                             | 48° 46′ 0,8″ N, 11° 25′ 6,1″ O   | Ingolstadt 3096/22           | Eiche mit Höhe von 30 m, Kronendurchmesser von 25 m und Stammumfang von mehr als 4 m |
| Zwei Flatterulmen im Luitpoldpark | 35           | Zwei Flatterulmen (Ulmus laevis) im Luitpoldpark                                         | 48° 45′ 10,8″ N, 11° 25′ 30,9″ O | Ingolstadt 5356/151          | Große Ulmen besonders herausragend, da aufgrund Ulmensterben Bestände weitgehend abgestorben |
|                                   | 36           | Rotbuche (Fagus sylvatica) im Luitpoldpark nahe Straßenübergang                          | 48° 45′ 19″ N, 11° 25′ 35,5″ O   | Ingolstadt 5356/151          | Sehr stabile und vitale Rotbuche mit 4 m Stammumfang auf Brusthöhe |
|                                   | 37           | Graupappel (Populus x canescens) südlich der Lagerschanze                                | 48° 43′ 53″ N, 11° 25′ 45,4″ O   | Unsernherrn 79/0             | Zweigeteilte, große und vitale Graupappel mit 3 m und 2 m Stammumfang |
|                                   | 38           | Graupappel (Populus x canescens) am Südufer des Auwaldsees                               | 48° 45′ 0,7″ N, 11° 27′ 59,3″ O  | Ingolstadt 4207              | Markanter Baum am Wegesrand; mächtigstes bekanntes Exemplar im Stadtgebiet |
|                                   | 39           | Feld-Ulme (Ulmus minor) an der Esplanade                                                 | 48° 46′ 1,7″ N, 11° 25′ 52,2″ O  | Ingolstadt 3096/182          | In dieser Größe äußerst seltenes Exemplar der durch eine Pilzkrankheit bedrohten Art |
|                                   | 40           | Zwei Berg-Ahorn (Acer pseudoplatanus) im zweiten Grünring                                | 48° 44′ 4,2″ N, 11° 24′ 19,5″ O  | Unserenherrn 1557/2, 1585    | Landeskundliche Bedeutung als Baumgruppe mit Feldkreuz |
|                                   | 41           | Zwei Feld-Ulmen (Ulmus minor) in der Parkstraße                                          | 48° 45′ 30,2″ N, 11° 25′ 41,4″ O | Ingolstadt 5355/6            | In dieser Größe äußerst seltene Exemplare der durch eine Pilzkrankheit bedrohten Art; Restbestand einer Ulmen-Allee |
|                                   | 42           | Ginkgo (Ginkgo biloba) am Christoph-Scheiner-Gymnasium                                   | 48° 45′ 34,8″ N, 11° 25′ 31,9″ O | Ingolstadt 3098/3            | Mächtigstes bekanntes Exemplar im Stadtgebiet |
|                                   | 43           | Zwei Platanen (Platanus x acerifolia) im Park an der Tränktorstraße                      | 48° 45′ 40,4″ N, 11° 25′ 38,8″ O | Ingolstadt 628               | Alte Anpflanzungen mit landeskundlicher Bedeutung |
|                                   | 44           | Platane (Platanus x acerifolia) am Turm Baur                                             | 48° 45′ 27,4″ N, 11° 25′ 43,6″ O | Ingolstadt 5356/39, 5356/137 | Nach Stammumfang mächtigste Platane im Stadtgebiet. Anpflanzung mit landeskundlicher Bedeutung |
|                                   | 45           | Platane (Platanus x acerifolia) im Innenhof des Franziskanerklosters                     | 48° 45′ 58,8″ N, 11° 25′ 28,6″ O | Ingolstadt 1045              | Außergewöhnlich schönes, vollbekrontes Exemplar |
|                                   | 46           | Stiel-Eiche (Quercus robur) am Jacklgraben                                               | 48° 43′ 44,9″ N, 11° 21′ 58,2″ O | Ingolstadt 6965/5            | Altes, mächtiges Exemplar mit hohem ökologischen Wert |

## Naturdenkmäler Flächen
Die neun, alle am 26. September 1982 verordneten, flächenhaften Naturdenkmäler in Ingolstadt haben eine Gesamtfläche von 20,7 ha.
| Bild | Nummer      | Bezeichnung                                                           | Koordinaten                      | Fläche | Beschreibung |
| ---- | ----------- | --------------------------------------------------------------------- | -------------------------------- | ------ | ------------ |
|      | 1, ND-00044 | Altwasser „Am Schergweg“ in Oberbrunnenreuth                          | 48° 43′ 21,2″ N, 11° 24′ 12,6″ O | 0,9 ha |              |
|      | 2, ND-00041 | Altwasser „Hopfenwehrl“ westlich vom Baggersee                        | 48° 44′ 46,1″ N, 11° 22′ 34,5″ O | 2,9 ha |              |
|      | 3, ND-00040 | Altwasser „Jackl“ im südlichen Auwald bei Samholz                     | 48° 43′ 55,5″ N, 11° 22′ 36,2″ O | 2,3 ha |              |
|      | 4, ND-00053 | Brenne „Siegwurz“ im südlichen Auwald an der Stadtgrenze              | 48° 43′ 32,3″ N, 11° 19′ 36,3″ O | 3,1 ha |              |
|      | 5, ND-00037 | Brenne „Stangletten“ im südlichen Auwald, Abteilung Stanglettenschütt | 48° 44′ 8,3″ N, 11° 21′ 53,9″ O  | 2,4 ha |              |
|      | 6, ND-00052 | Brenne „Südlicher Eichenwald“ an der Stadtgrenze nahe der Donau       | 48° 44′ 35,7″ N, 11° 18′ 28,7″ O | 3,2 ha |              |
|      | 7, ND-00043 | „Franziskanerwasser“ am Auwald                                        | 48° 45′ 24,4″ N, 11° 28′ 31,7″ O | 2,9 ha |              |
|      | 8, ND-00042 | Donautalarm nordwestlich Baggersee und östlich Feldschütt             | 48° 45′ 2,8″ N, 11° 22′ 57,8″ O  | 0,9 ha |              |
|      | 9, ND-00039 | Fünf Vogelschutzinseln der Donau westlich der Staustufe Ingolstadt    | 48° 44′ 31,6″ N, 11° 22′ 51,3″ O | 2,1 ha |              |